# Schwesternhaus Mariengarten

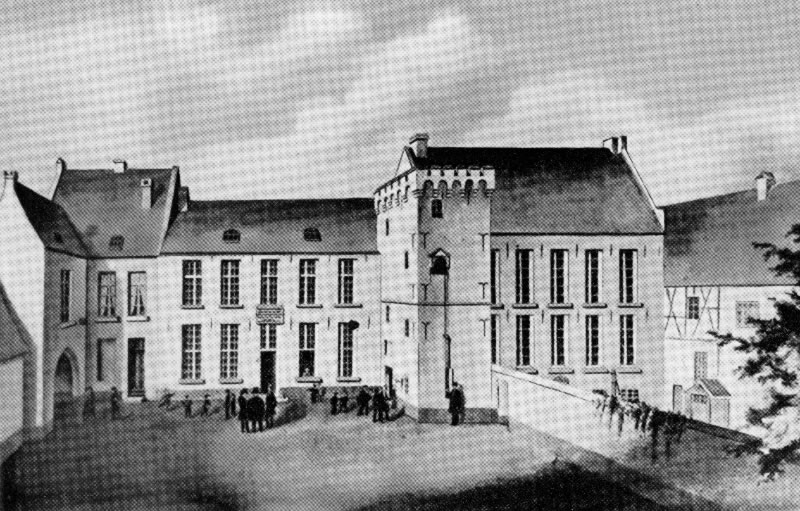
Der Mariengarten als Schulgebäude, vor 1869

Das Schwesternhaus Mariengarten war ein Gebäude einer ordensähnlichen Gemeinschaft von Beginen in der spätmittelalterlichen Hansestadt Wesel.

## Geschichte
Im 13. Jahrhundert kam es in Wesel vermehrt zu Zusammenschlüssen religiöser Frauen ohne feste Ordensgemeinschaft; solche Frauen wurden als „Beginen“ bezeichnet. Im 14. Jahrhundert richteten Beginen an der Sand- und an der Brüderstraße erste Gebäude für sich ein. Diese Häuser lagen im Umfeld des Dominikanerklosters, der heutigen Kirche St. Mariä Himmelfahrt. 1427 entstand eine an der Devotio moderna orientierte Glaubensgemeinschaft für Frauen an der heutigen Magermannstraße. Da die Räumlichkeiten jedoch bald zu klein wurden, wurde 1431 der Mariengarten zu diesem Zweck gestiftet. Er lag an der später nach den Frauen benannten Beguinenstraße an der Einmündung der Pergamentstraße. Das Gebäude lag damit östlich der mittelalterlichen Altstadt in der spätmittelalterlich gewachsenen Mathena-Vorstadt. Im Bereich der Altstadt entstand mit dem Fraterherrenhaus (heute St. Martini) fünf Jahre später eine vergleichbare Einrichtung für männliche Gläubige. Das Schwesternhaus wurde 1450 um eine Kapelle erweitert, die jedoch nicht für öffentliche Gottesdienste genutzt werden durfte. Durch Schenkungen und Stiftungen verfügten die Beginen über einen gewissen Wohlstand, zudem genossen sie nach der Gründung des Hauses das Wohlwollen des damaligen Landesherren Adolf I. von Kleve sowie des Weseler Magistrats. Formell bestand eine große Abhängigkeit vom Magistrat, der jeder Änderung von Statuten der Gemeinschaft zustimmen musste und bei groben Verstößen gegen bestimmte Regeln das Recht hatte, den Frauen alle Besitztümer zu entziehen. Auch durfte er das Erbe der Schwestern regeln.
Ab Ostern 1540 war die Stadt Wesel protestantisch geprägt, was zur Folge hatte, dass die Beginen auch evangelische Frauen aufnehmen mussten. Später im 16. Jahrhundert wurden weitere Aufnahmen in die Gemeinschaft vom Magistrat der Stadt untersagt, sodass die Gemeinschaft gegen Ende dieses Jahrhunderts wegen fehlender Mitglieder nicht weiter bestand und ihr Besitz der Stadt zufiel. 1598 richtete die Stadt in dem Gebäude ein Waisenhaus ein und ab 1612 oder nach anderer Darstellung 1622 umfasste es die Räumlichkeiten des Städtischen Gymnasiums. Die Kapelle wurde 1774 abgerissen und der Abriss des Hauptgebäudes erfolgte 1912. Während der fast drei Jahrhunderte als Schulgebäude hatte Konrad Duden 1846 dort das Abitur gemacht. Nach dem Abriss bezog das Gymnasium das Gebäude des heutigen Amtsgerichts Wesel am Herzogenring. Nach dem Schwesternhaus Mariengarten ist die Straße Mariengaden am Nordrand der Weseler Innenstadt benannt.